# Archiv für Sozialwissenschaft und Sozialpolitik
Archiv für Sozialwissenschaften und Sozialpolitik (« Archive pour les sciences sociales et la politique sociale ») était un périodique allemand consacré aux sciences sociales, économiques et politiques qui parut de 1904 à 1933. Ses premiers éditeurs furent Edgar Jaffé, Werner Sombart et Max Weber.
Jaffé avait acheté le journal en 1903 pour 60 000 marks au militant social-démocrate Heinrich Braun qui avait créé le périodique en 1888 sous le titre : Archiv für soziale Gesetzgebung und Statistik (« Archive pour la législation et les statistiques sociales »).
C'est dans l'Archiv que Weber fait paraître en deux parties (1904-1905) ce qui deviendra L'Éthique protestante et l'Esprit du capitalisme. 
Le journal cesse de paraître en 1933 lorsque les nazis prennent le pouvoir. Son dernier éditeur, Emil Lederer, ainsi que la plupart des membres de l'équipe éditoriale furent contraints d'émigrer.